# Pini di Roma
Pins de Rome
 (janvier 2014).
Si vous disposez d'ouvrages ou d'articles de référence ou si vous connaissez des sites web de qualité traitant du thème abordé ici, merci de compléter l'article en donnant les références utiles à sa vérifiabilité et en les liant à la section « Notes et références ».
Pini di Roma (en français Pins de Rome) P 141 est un poème symphonique composé en 1924 par Ottorino Respighi. La création a été faite au Teatro Augusteo à Rome le 14 décembre 1924 par l'Orchestre de l'Académie nationale Sainte-Cécile sous la direction de Bernardino Molinari,. La partition a été publiée par Ricordi en 1925. Il existe une transcription pour piano à quatre mains (P 142) de Respighi.
Les Pins de Rome est la deuxième œuvre d'un triptyque sur la ville éternelle (Les Fontaines de Rome, Les Pins de Rome, Fêtes Romaines)

## Description

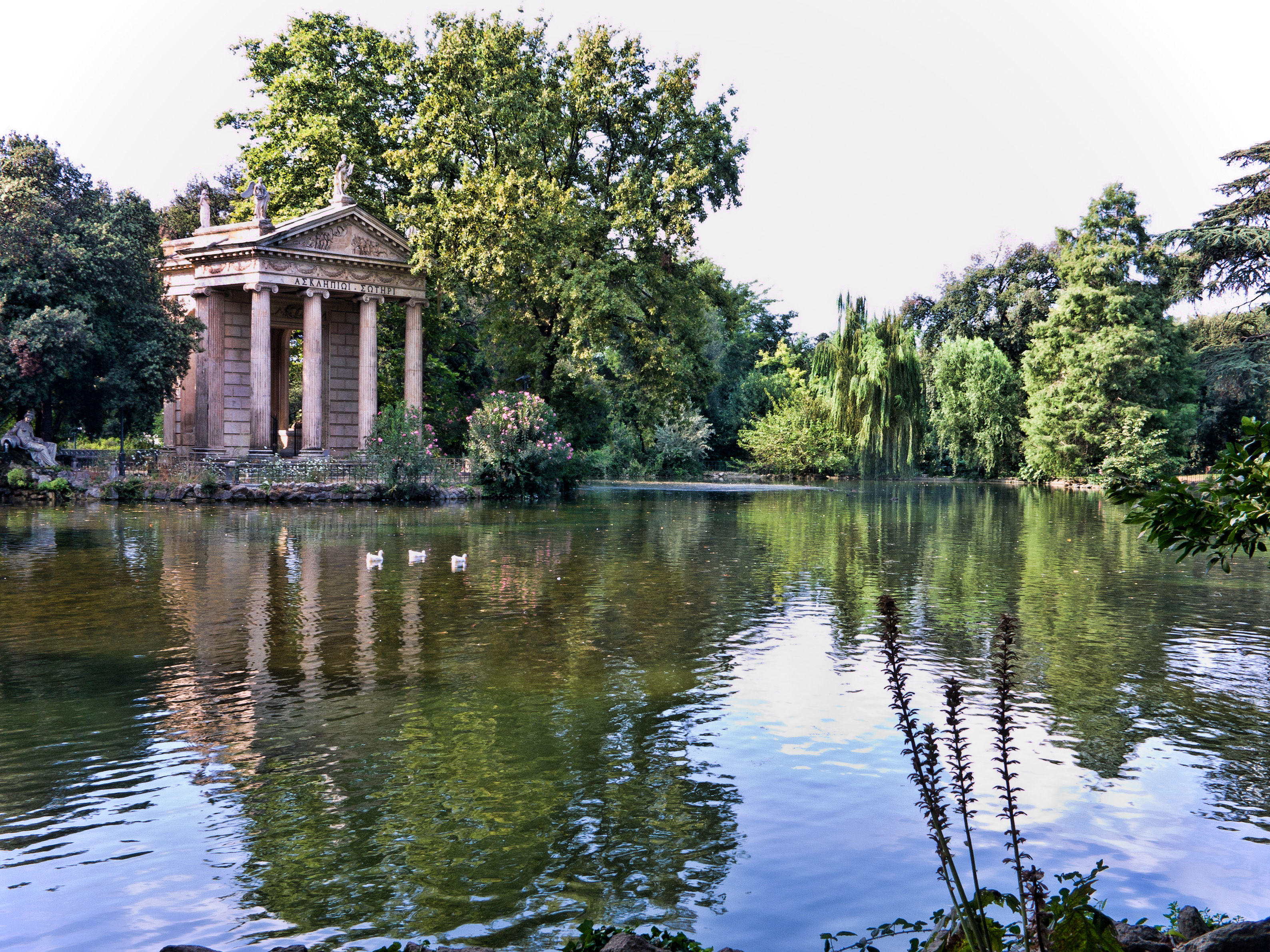
Le temple d'Esculape de la Villa Borghèse

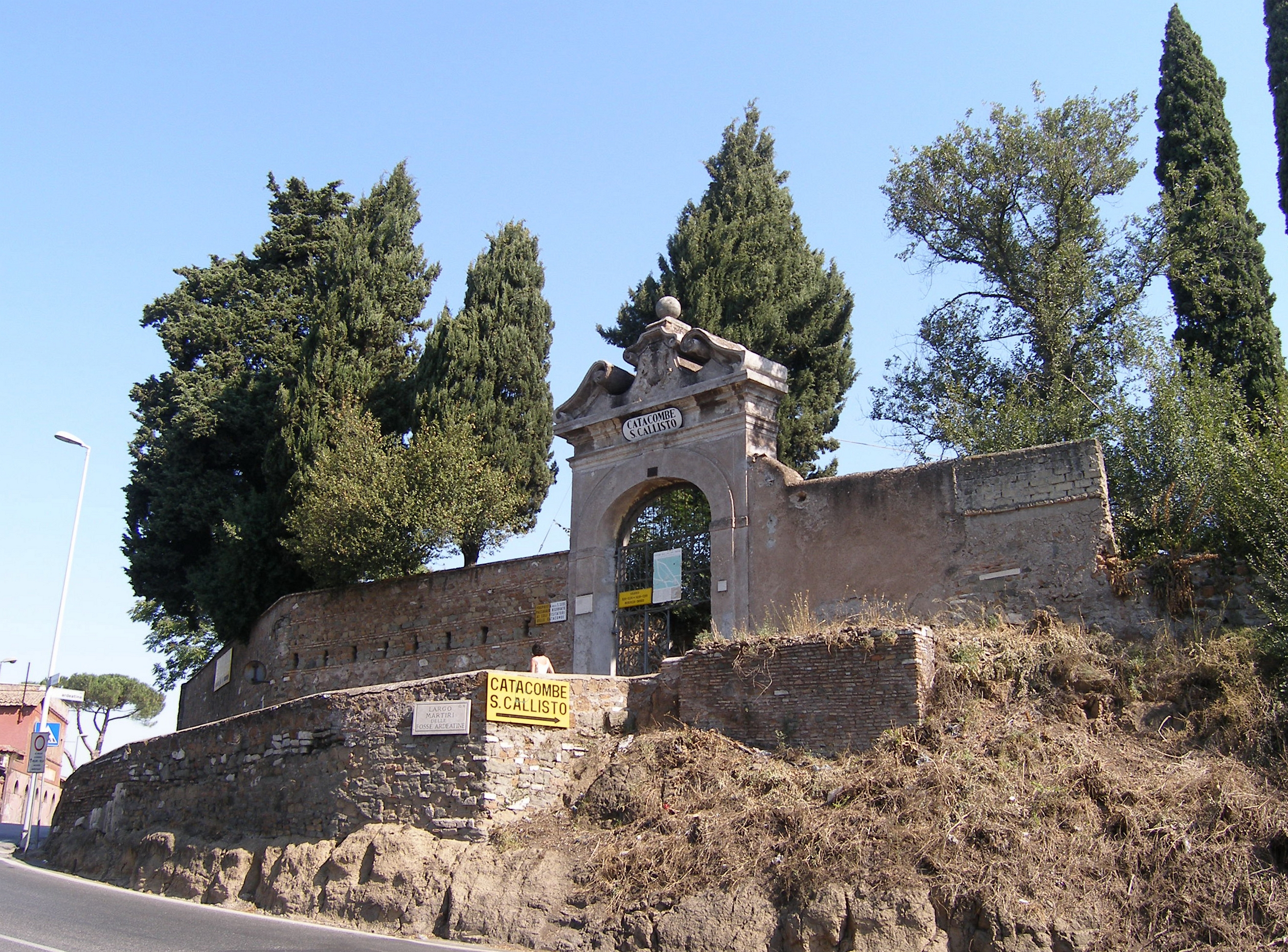
Parc de la Catacombe de Saint-Calixte

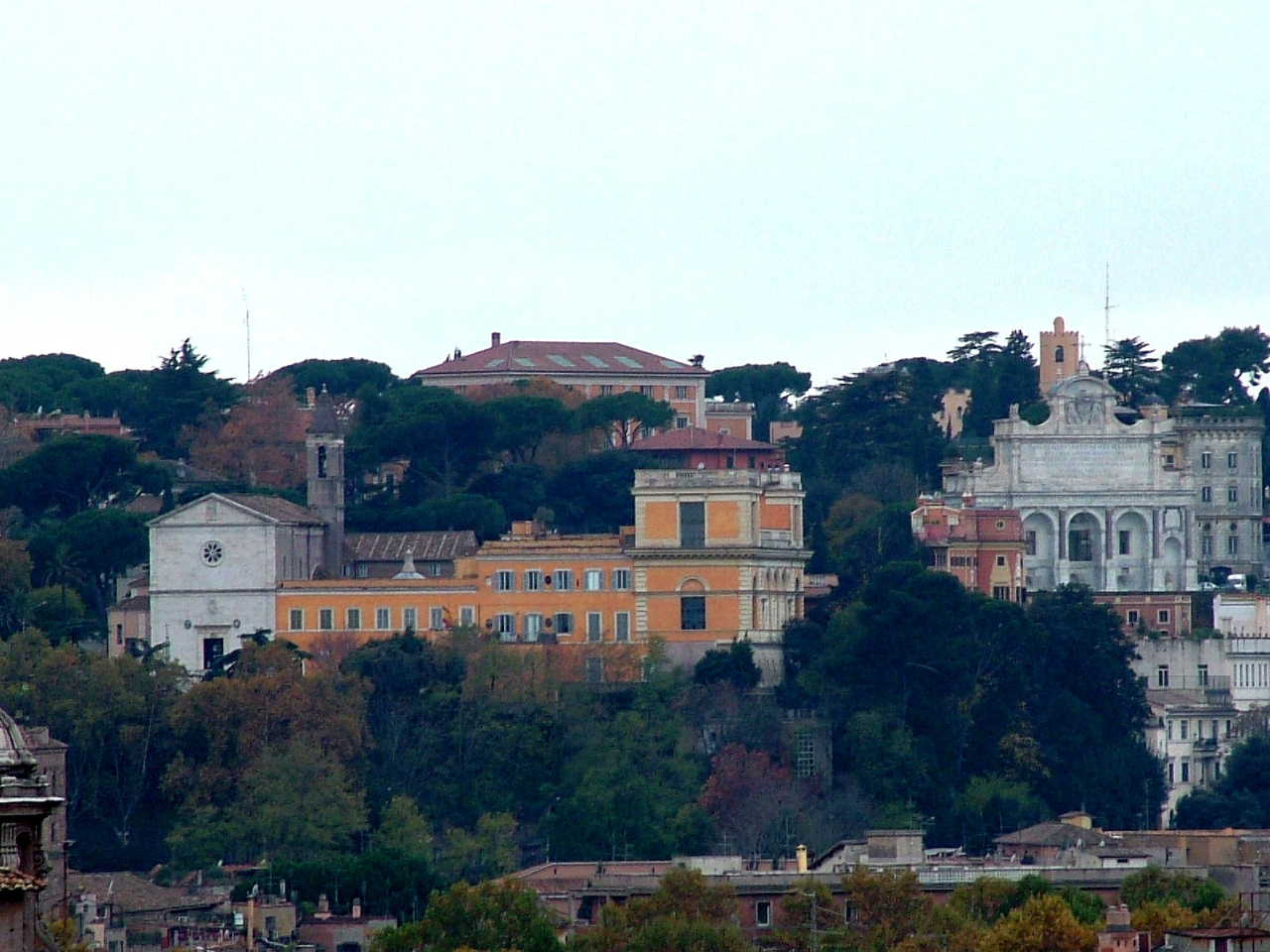
Le Janicule

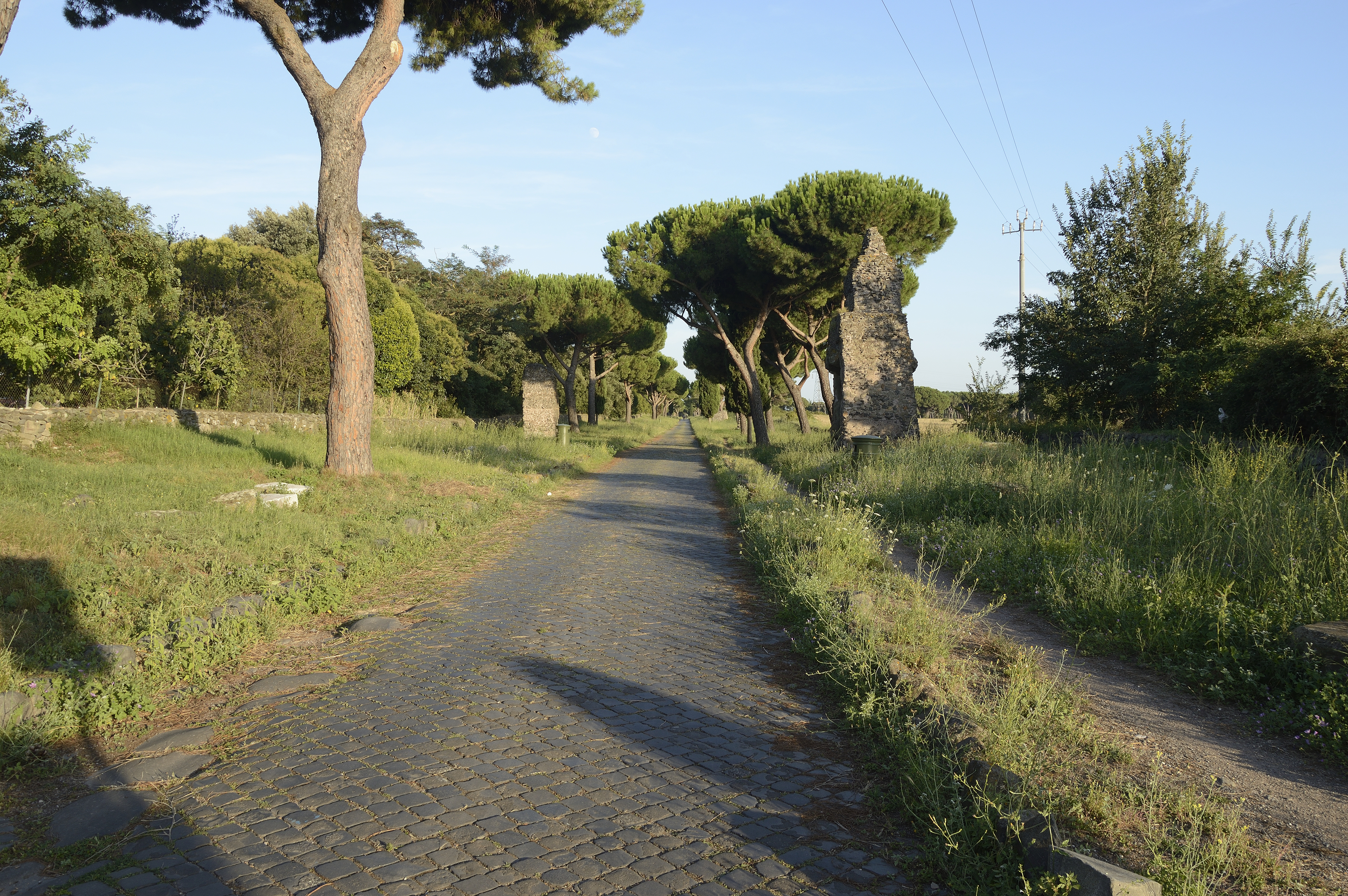
La Via Appia au sud de la Porta San Sebastiano (Rome)

Comme Fontane di Roma (Fontaines de Rome), œuvre composée en 1916, il est divisé en quatre parties évoquant différents lieux et atmosphères de la Ville et de ses environs :
- I pini della Villa Borghese (Allegretto vivace. Vivace), illustrant des rondes et des jeux d'enfants, dans les jardins de la villa Borghèse,
- Pini presso una catacomba (Lento), crescendo et decrescendo d'une mélodie mélancolique, issue des catacombes,
- Pini del Gianicolo (Lento), la nuit sur le Janicule, le bruissement des branches et le chant d'un rossignol (enregistrement sur disque ou bande magnétique),
- I pini della Via Appia (Tempo di marcia), sur les pavés de la Voie Appienne, une marche d'abord lointaine, se rapproche et des armées triomphantes défilent vers le Capitole. Ces légions faisaient passer au devant d'elles les prisonniers (pour le triomphe) et les blessés et pour cette raison on ne savait dire d'emblée si l'armée était victorieuse ou pas. Cet aspect historique est rendu dans la musique par un début indécis (l'observateur romain ne sait dire si la victoire est acquise ou pas) et une suite nettement plus allante (l'observateur romain aperçoit alors les armées victorieuses).

Durée : environ 24 minutes
Respighi composa en 1930, un troisième poème symphonique évoquant Rome, Feste romane (Fêtes romaines).

## Instrumentation
| Instrumentation des Pini di Roma |
| Cordes |
| premiers violons, seconds violons, altos, violoncelles, contrebasses, harpe |
| Bois |
| 3 flûtes, dont une 1 piccolo 2 hautbois, 1 cor anglais 2 clarinettes en la et si bémol, 2 bassons, 1 contrebasson |
| Cuivres |
| 4 cors en fa et mi, 3 trompettes en si bémol, 2 trombones ténor, 1 trombone basse, 1 tuba ou cimbasso 6 buccins en si bémol, joués aussi sur des bugles ou et saxhorns répartis en 2 sopranos, 2 ténors, 2 basses 1 trompette en ut (hors scène) |
| Percussions |
| timbales, grosse caisse, tam-tam, triangle, cymbales, 2 petites cymbales, caisse claire, tam-tam, glockenspiel, tambourin, grosse caisse, crécelle                                                                                               |
| Claviers |
| piano, orgue, célesta |
| Électronique |
| phonographe pour le chant du rossignol, dans le 3e mouvement |

## Utilisation dans les musiques de films
- Le morceau a été utilisé dans Fireworks (film) (en) (1947), un film d'avant-garde réalisé par Kenneth Anger.
- Le morceau a été utilisé dans son intégralité également dans A Movie (1958) de Bruce Conner.
- Le début même du morceau a été utilisé au début de la chanson City of Love de 1983, faisant partie de l'album 90125 par le groupe de rock Yes.
- Une version révisée a été utilisée pour accompagner des baleines à bosse qui s'ébattent dans le film Fantasia 2000 de Disney (1999). Le deuxième mouvement est omis, ainsi que le chant du rossignol dans le troisième et le cor anglais dans la quatrième.
- Le compositeur de film John Williams cite à côté de Sergueï Prokofiev et Gustav Holst, Respighi comme une grande influence sur lui, et sa musique pour la Planète Krypton, entendue dès le début dans le film Superman, a été fortement marquée par le quatrième mouvement des Pini di Roma.
- Le compositeur de film Basil Poledouris, dans la musique pour Conan le Barbare (1982) a été influencé par diverses autres œuvres musicales, dont la cantate Alexandre Nevski de Prokofiev (1938), la musique pour chœur des Carmina Burana de Carl Orff (1937), et les Pini di Roma. La musique de Poledouris rappelle le deuxième mouvement de Respighi.